# フォード・コスワース・FVA
フォード・コスワース・FVAエンジン（Ford cosworth FVA engine）は、フォードの資金提供を受けたコスワースによって製作されたフォーミュラ2（F2）用エンジン。FVAエンジンは、世界で初めて狭角4バルブのペントルーフ型燃焼室を採用したレーシングエンジンで、F2が1,600ccで始まった1967年から終了する1971年まで天下無敵の快進撃を続けた。FVAの名称は、「Four Valve type A」からとった。

## 性能・主要諸元
- 自然吸気 直列4気筒、DOHC4バルブ
- ボア×ストローク　85.6×69.5mm
- 排気量　1,598cc
- 最大出力　218hp/9,000rpm
- 最大トルク　kg·m/　　rpm
- 重量　kg

## 歴史

### FVAエンジンの誕生
FVAは、フォーミュラ1（F1）用のDFVのベースエンジンとして1967年から開始される1,600cc F2用のエンジンとして新規開発された。 DFVは、このFVAのストロークを短縮したブロックを2個V型90度に配置することによって対応した。
1963年に国際自動車連盟（FIA）は、1966年からF1のエンジン規定を自然吸気3,000cc/過給式1,500ccに改訂することを発表した。これを受けて、1965年春にロータスのコーリン・チャップマンは、フォードに対して新F1用3,000ccエンジンの開発計画の支援を要請した。
この要請を受けて1965年10月にフォードは、新F1と新F2エンジン開発計画を発表した。同計画に基づきフォードは、コスワースと契約して新F1とF2エンジンの開発を依頼した。
1966年9月にF2用エンジンFVAのプロトタイプが完成し、1967年3月のF2開幕戦ではFVA搭載車が賞を独占した。
コスワースとしては、F1用のDFV開発にあたっては、FVAの開発を先行（4気筒の小型版）させ、よく回ることを確認すれば大きい方（V型8気筒のDFV）もいけるという確信を持って開発を継続して両方のプロジェクトに成功を収めた。

## エンジン構成
シリンダーブロック
フォードが当時量産していた5ベアリングの116Eブロックを使用
このブロックは、鋳鉄製のブロックでカムシャフト駆動は、ギアドライブである
シリンダーヘッド
コスワースでキース・ダックワースが新規設計を実施。当時の燃焼室は、半球型燃焼室が主流であった。使用燃料の質が悪く、圧縮比をあまり高めることができないため、ストロークを大きくとる設計が主流であった。半球型燃焼室は、ストロークを大きく取るためピストン頭部をフラットにして吸排気2個のバルブ径を大きくしても燃焼室が大きいから良く収まり、スパークプラグも中央部付近にセットして火炎の伝播が良い燃焼室であった。しかしながら　圧縮比を半球型燃焼室で上げようとするとピストン頭部の山を高くするにつれてバルブリセスを設けなければならなくなり、燃焼室の形状はオレンジの皮のようにうすくせざるをえなかった。
使用燃料の質が向上するにつれて圧縮比を高められる状況になってきて、ピストンストロークを短くしてボアを大きくすることが可能となった。そうなると　半球型燃焼室のデメリットが目立つようになった。
そこでキースは、マルチバルブの考察を更に進め、圧縮比を10としたピストン頭部をフラット形状に近くなるようにバルブ挟み角(40度）の小さく設定したペントルーフ型燃焼室による高圧縮化・急速燃焼と、シリンダー内の縦の渦流（タンブル流）を利用した充填効率の向上により、レーシングエンジンで高出力と低燃費を両立させる4バルブペントルーフ型燃焼室の開発に成功した。

## FVA絶頂期
1967年3月のF2開幕戦からFVAの連勝が始まった。以降FVAに匹敵するエンジンは、フェラーリ・BMW等のライバルのどこからも出ずに1,600cc F2を完全制覇した。
1972年のシーズンからF2のエンジン規定が「市販ブロックをベースとした2,000cc直列4気筒のエンジン」に変更になった。FVAは、元来が1,500ccをベースとするフォード116Eであるので、2,000ccまで拡大するには無理があり、やむなく王座をBMWに引き渡した。
コスワース自体、F2の2,000ccエンジン開発ではなく他のプロジェクトに目を注いでいた。

## FVAの発展形エンジン
F2で一時代を築き上げたFVAエンジンであるが、ブロックの制約があり発展型が少ない。

### FVB
1967年にDFVの開発を促進し、その可能性と問題点を探るために制作された実験機。排気量1,500ccで200馬力

### FVC
1969年にFVAのストロークを延長して排気量1,790ccで235馬力のエンジン。主として当時のヨーロッパ2,000ccスポーツカー用として開発されたエンジン。
なお　コスワース以外のエンジンチューナがこのFVCをベースに排気量を拡大して1,900ccまで拡大した。

### FVD
1973年にBDGと同じ2,000ccにボア/ストローク共に拡大したFVシリーズの実験機で1,975ccで275馬力を絞り出す。

### FVAターボ
1975年に日本の津々見レーシングが富士グランチャンピオンレース（富士GC）に参戦するために開発したエンジン。
富士GCのエンジン規定では、NAは2,000cc/過給機付きは1,600ccという規定であってのでこれに適合するエンジンとして開発。
ターボチャージャーに関するノウハウ不足のため、目立った成績を収めることができなかった。